# Räntejusteringslån
Räntejusteringslån (engelska Floating rate note, FRN) kan vara en kupongobligation där kupongutbetalningarna är rörliga samt knutna till någon form av rörlig ränta, såsom STIBOR. 
Räntejusteringslån kan även vara ett vanligt lån där räntesatsen regelbundet ändras, till exempel månadsvis, årsvis eller vart femte år. Ofta är då räntan knuten till någon bas såsom STIBOR, men inte nödvändigtvis. 